# José Antonio Brito Apolonia
José António Brito Apolonia (ur. 7 marca 1941 w Salva, gmina Beja) – portugalski polityk i dziennikarz, parlamentarzysta krajowy, od 1986 do 1987 poseł do Parlamentu Europejskiego II kadencji.

## Życiorys
Zaangażował się w działalność polityczną w ramach Portugalskiej Partii Komunistycznej. Pod koniec lat 70. był burmistrzem w gminie Moita. W latach 1985–1987 zasiadał w Zgromadzeniu Republiki I i II kadencji, reprezentując okręg Setúbal. Od 1 stycznia 1986 do 13 września 1987 wykonywał mandat posła do Parlamentu Europejskiego w ramach delegacji krajowej. Przystąpił do Grupy Sojuszu Komunistycznego. Od stycznia do września 1987 był wiceprzewodniczącym Komisji ds. Transportu i Turystyki, należał też m.in. do Komisji ds. Polityki Regionalnej i Planowania Regionalnego. W późniejszym okresie został szefem gazety „O Rio”, opublikował także książkę wspomnieniową.